# انکو فرناندز
انکو فرناندز (انگلیسی: Eneko Fernández؛ زادهٔ ۲۶ مهٔ ۱۹۸۴) بازیکن فوتبال اهل اسپانیا است.
از باشگاه‌هایی که در آن بازی کرده‌است می‌توان به باشگاه فوتبال سابادل، باشگاه فوتبال دپورتیوو آلاوس، باشگاه فوتبال رئال اویدو، و باشگاه فوتبال بارسلونا بی اشاره کرد.